# Bettelhovebeek
Bettelhovebeek är ett vattendrag i Belgien.   Det ligger i provinsen Östflandern och regionen Flandern, i den centrala delen av landet, 40 kilometer väster om huvudstaden Bryssel.
Omgivningarna runt Bettelhovebeek är en mosaik av jordbruksmark och naturlig växtlighet. Runt Bettelhovebeek är det tätbefolkat, med 383 invånare per kvadratkilometer.